# Walther Brühl
Walther Brühl (* 5. Oktober 1894 in Spiegel, Provinz Posen; † 18. September 1986) war ein deutscher Politiker des Gesamtdeutschen Blocks/Bund der Heimatvertriebenen und Entrechteten (GB/BHE).

## Leben und Beruf
Brühl verließ das Gymnasium nach der Mittleren Reife. Er nahm am Ersten Weltkrieg teil und besuchte 1921/22 ein Gewerbelehrerseminar. Ab Anfang der 1930er Jahre war er als Gewerbeoberlehrer in Breslau tätig. 1933/34 gehörte er einer von der Bezirksregierung in Breslau eingesetzten Kommission zur Wiederherstellung des Berufsbeamtentums an, deren Zuständigkeit es war, politische Gegner des Nationalsozialismus zu identifizieren und ihre Entlassung zu empfehlen. Seine Tätigkeit soll zur Entlassung von 90 Lehrern geführt haben. 1934 wurde er Berufsschuldirektor und 1936 Berufsschulrevisor im Regierungsbezirk Breslau.
Nach dem Krieg kam er als Heimatvertriebener nach Schleswig.

## Politik
Brühl, der zunächst der DVP angehört hatte, trat zum 1. April 1932 der NSDAP (Mitgliedsnummer 1.043.488) und im Juli 1933 dem NS-Lehrerbund bei. Danker und Lehmann-Himmel charakterisieren ihn in ihrer Studie über das Verhalten und die Einstellungen der Schleswig-Holsteinischen Landtagsabgeordneten und Regierungsmitglieder der Nachkriegszeit in der NS-Zeit als „systemtragend karrieristisch“ und „höheren Verbandsfunktionär“.
Er beteiligte sich 1950 an der Gründung des GB/BHE. Brühl war von 1950 bis 1954 Landtagsabgeordneter in Schleswig-Holstein. Er vertrat den Wahlkreis Schleswig-West im Parlament und war Vorsitzender des Ausschusses für Volkswohlfahrt. Der Landtag wählte ihn zum Mitglied der zweiten Bundesversammlung, die am 17. Juli 1954 Theodor Heuss als Bundespräsidenten wiederwählte.